# Tom Blyth
Tom Keir Blyth (Birmingham, 2 febbraio 1995) è un attore britannico.

## Biografia
Tom Blyth è nato a Birmingham e cresciuto a Woodthorpe, figlio del produttore Gavin Blyth. Dopo aver cominciato a recitare con il National Youth Theatre, si è perfezionato alla Juilliard School di New York, laureandosi nel 2020.
Blyth ha iniziato a recitare durante l'adolescenza, apparendo nei film Robin Hood e Pelican Blood nel 2010. Dopo aver recitato in alcuni cortometraggi, nel 2018 è tornato sul grande schermo in Scott and Sid e nel 2021 ha interpretato Glen Byam Shaw in Benediction. L'anno successivo ha esordito sul piccolo schermo nel ruolo dell'eponimo protagonista in Billy the Kid. Nel 2023 interpreta il giovane e futuro Presidente Coriolanus Snow nel film prequel Hunger Games - La ballata dell'usignolo e del serpente.

## Filmografia

### Cinema
- Robin Hood, regia di Ridley Scott (2010)
- Pelican Blood, regia di Karl Golden (2010)
- Scott and Sid, regia di Scott Elliott e Sid Sadowskyj (2018)
- Benediction, regia di Terence Davies (2021)
- Hunger Games - La ballata dell'usignolo e del serpente (The Hunger Games: The Ballad of Songbirds and Snakes), regia di Francis Lawrence (2023) – Coriolanus Snow
- Plainclothes, regia di Carmen Emmi (2025)

### Televisione
- The Gilded Age – serie TV, episodio 1x05 (2022)
- Billy the Kid – serie TV, 16 episodi (2022)

## Doppiatori italiani
Nelle versioni in italiano delle opere in cui ha recitato, Tom Blyth è stato doppiato da:
- Jacopo Venturiero in Hunger Games - La ballata dell'usignolo e del serpente
- Andrea Colombo Giardinelli in Billy the Kid